# ماركلي فولتز
ماركيلي ان غاي فولتز  (مواليد 29 مايو 1998) هو لاعب كرة سلة أمريكية محترف في أورلاندو ماجيك من الرابطة الوطنية لكرة السلة (NBA). لعب كرة السلة بالكلية لفريق «أقوياء البنية بواشنطن» قبل الانضمام إلى الدوري الاميركي للمحترفين. وخلال موسمه الفردي (2016-17) مع فريق أقوياء البنية ، لعب فولتز دور لاعب هجوم خلفي ومدافع مسدد للهدف . 
وعلى الرغم من أن ذلك الموسوم  لفريق واشنطن كان مخيبا للآمال نسبيًا ، فقد تم الحاقه إلى  الفريق الثالث «كل الأمريكان» وإلى الفريق الأول «أوول باك 12 All-Pac-12» . 
ثم تم اختياره من قبل فريق فيلادلفيا سفنتي سيكسرز  كأول اختيار شامل في مسودة الدوري الاميركي للمحترفين لعام 2017 . لعب مع سفنتي سكسرز  قبل أن يتم بيعه إلى فريق أورلاندو ماجيك في فبراير 2019.

## مسيرته في المدرسة الثانوية

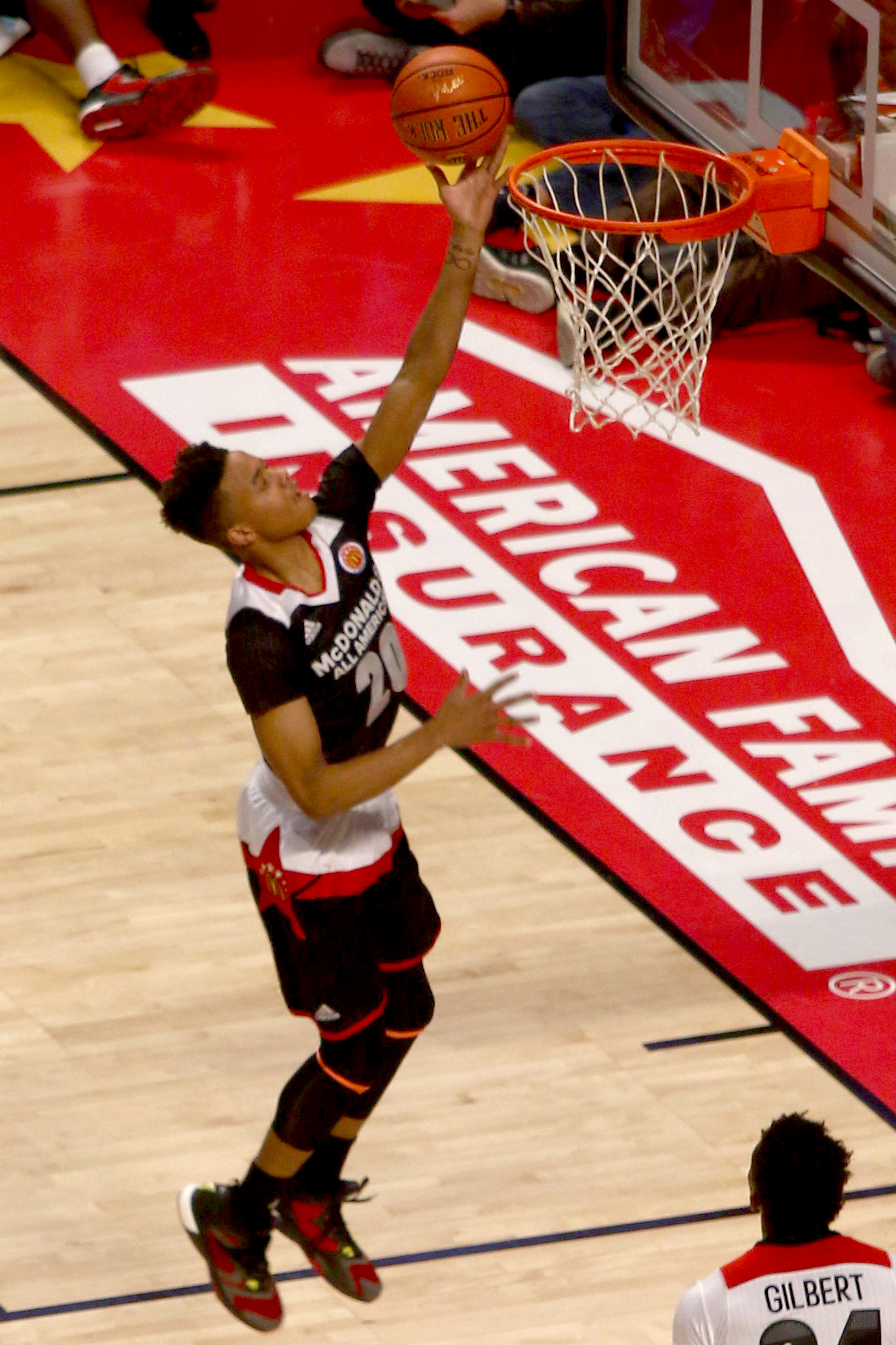
فولتز في 2016 McDonald's All-American Game

ولد فولتز في 29 مايو 1998 في مارلبورو العليا بولاية ماريلاند ، وهو أصغر طفل من الطفلين الأخوين . 
تخلى والده عن الأسرة ، لذلك اعتمد بشدة على والدته إبوني. وقد كان شغوفًا بكرة السلة ، وتم إرشاده  في سنواته الأولى من قبل مدرب محلي يدعى كيث ويليامز. 
في عام 2012 ، بدأ في حضور مدرسة دي ماثا الكاثوليكية  ، وهي مدرسة إعدادية للبنين بالإضافة إلى كونها مركزا قويا لرياضة كرة السلة في بلدته . 
لقد أظهر مستقبلا واعدًا مع فريق الطلاب الجدد المسمى «إيول دي ماثا»؛ 
ولكن بصفته طالبًا في السنة الثانية و كان طوله  5 قدم 9 بوصة (1.75 م) فقد تم حذفه  من قائمة فريق الجامعة. و تم تجاهله أيضا  بسبب مشيته المربكة ، حيث كان يبدو كأيل أبيض مثل شخصية  فيلم «بامبي» الكارتونية ؛ و مع ذلك ، تفوق فولتز على المنافسة في مستوى المبتدئين . 
كان مساعد المدرب رافائيل تشيليوس من فريق «أقوياء البنية بواشنطن» أول من لاحظ إمكانات فولتز ، ووصفه بأنه رياضي سيتمتع بأسلوب لاعبي قائمة كل النجوم في الدوري الاميركي للمحترفين إذا استمر في النمو. 
في بداية الموسم الصغير لفريق دي ماثا فاريستي  ، كان فولتز بطول 6 قدم 3 بوصة (1.91 م). وبصفته مبتدئ لفريق دي ماثا فاريستي ، بلغ متوسط نقاطه 16.8 نقطة و 7.9 كرات مرتدة و 4.3 تمريرات حاسمة في كل مباراة وحصل على لقب أفضل لاعب في العام في مؤتمر واشنطن الكاثوليكي الرياضي شديد التنافسية.
ومن بين أبرز إنجازاته  كانت تسديداته  لرميات الجزاء التي حققت 16 نقطة التي تمت في وجود حماية من اللاعب جيسون تاتوم من فريق تشاميناد المنافس و حركة ثلاث رميات ثنائية التي أداها في مباراته  ضد فريق روزيلي الثانوية  في صالة ألعاب  هوب هال الكلاسيكية.
ثم ارتفعت مكانته في الفريق بشكل مفاجئ خلال ذلك  الموسم ، حيث صنفه موقع Rivals.com في المرتبة 24 في فئة 2016 ، وقدم له  أكثر من 20 برنامج جامعي تعليمي  منحًا دراسية. 
في 21 أغسطس 2015 ، التزم فولتز باللعب  بجامعة واشنطن. وأنهى مسيرته الرياضية  في المدرسة الثانوية حيث سجل الرقم القياسي لموسم واحد لفريق «ستاجس»  مع 278 تمريرة وقاد الفريق إلى بطولة المؤتمر الثانية على التوالي. 
في 31 مارس 2016  وفي بطولة   «ماكدونالدز لكل الأمريكان» ، حقق فولتز 10 نقاط و 6 متابعات و 4 تمريرات حاسمة.
وفي أبريل من نفس العام وفي بطولة «علامة جوردان الكلاسيكية» ، تراكمت نقاط   فولتز لتصبح  19 نقطة في فريق النصر الشرق 131-117.
خلال الصيف ، تم اختياره ضمن فريق الولايات المتحدة الأمريكية في بطولة «فيبا أميريكا تحت ال 18» . 
ومع وصول فولتز لتصنيف أفضل هدافي الفريق ، تقدم الفريق إلى مباراة بطولة الميدالية الذهبية ؛ وبطريقة مهيمنة ، سجل فولتز 23 نقطة وحصل على جائزة أفضل لاعب في البطولة عن أدائه.
بحلول نهاية سنته الأخيرة ، تم تصنيف فولتز على أنه مجند من فئة الخمس نجوم وصنف في المرتبة السابعة كأفضل مجند وثالث أفضل حارس في فصل المدرسة الثانوية لعام 2016. في دي ماثا  ، وكان فولتز زميلًا في فريق كرة السلة وصديقًا لـلاعب تشيس يونغ، والذي تم اختياره لاحقًا من قبل فريق كرة القدم في واشنطن ،وكان لقبه آنذاك باسم «ريد سكينز» ، في المركز الثاني بشكل عام في اللقاء السنوي لدوري كرة القدم الأمريكية لعام 2020  NFL 2020.

## مسيرته في الكلية
توقع فريق أقوياء البنية في واشنطن أن يفتتحوا موسم 2016-2017 مع وجود اللاعبين ديجونتي موراي  و ماركيز كريس  . 
ولكن بدلاً من ذلك ، تم اختيار كل الطلاب الجدد في الجولة الأولى من مسودة الدوري الاميركي للمحترفين لعام 2016 .  
قال فولتز عن السيناريو المتوقع إذا بقوا: «أعتقد أننا سنكون رقم 1 في البلاد.  سنذهب إلى بطولة (NCAA) وسنفوز».
تولى فولتز المسؤولية كقائد للفريق والهداف الأساسي وبدون أي موهبة مثبتة للاعبين الجدد وفي وجود لاعب عائد واحد فقط ،   وبوجود فولترز في البداية بمركز لاعب الهجوم الخلفي   ، ظهر لأول مرة في خسارة 98-90 على أرضه أمام ييل بولدوجز حيث سجل 30 نقطة.
على الرغم من أن «فريق أقوياء البنية في واشنطن»  قد أنهوا تسجيل 9-22 بنتيجة كانت مخيبًة للآمال ، إلا أن فولتز تمتع بواحدة من أفضل مواسم اللاعبين الجدد  في كل تاريخ مسابقة Pac-12 . 
ففي 25 مباراة في ذلك الموسم ، كان متوسطه البالغ 23.2 نقطة هو أعلى علامة في مسابقة Pac-12 منذ 20 عامًا والثاني في تاريخ أقوياء البنية بعد حاصد المركز الأول اللاعب  بوب هوبريغس  الذي حقق 25.6 نقطة لكل لعبة في 1952-1953.  
كما قاد فولتز الفريق في دقائق اللعب التي وصلت 35.7 دقيقة في المباراة الواحدة بالإضافة إلى التمريرات الحاسمة بمعدل 5.7 في المباراة الواحدة وكان ثانيًا في الكرات المرتدة بمعدل 5.9 لكل مباراة. 
بحلول الوقت الذي تم فيه منح جوائز Pac-12 ، تم تسمية فولتز - «الشخص الوحيد االمختار» في الفريق الأول لمسابقة All-Pac-12 والفريق الثالث لمسابقة All-American.
كان الإجماع بين المحللين الرياضيين أن فولتز سيكون أول اختيار شامل في مسودة الدوري الاميركي للمحترفين لعام 2017 ، وذكر التقرير نقاط قوته حيث أنه كان «اللاعب الذي يقفز م رياضيًا ويمتلك غرائز تسجيل الأهداف الإبداعية ومهارات صناعة اللعب» ، 

## مسيرته الأحترافية

### فيلادلفيا سفنتي سيكسرز (2017-2019)

#### موسم المبتدئين (2017–18)
تم اختيار فولتز كأول اختيار شامل في مسودة الدوري الاميركي للمحترفين لعام 2017 من قبل فريق  فيلادلفيا سيفنتي سيكسرز ، الذي أنهى اجراءات تعاقده لمدة أربع سنوات في 8 يوليو.
كان لدى فريق سيفنتي سيكسرز  ، بعد سنوات من الأداء المتوسط ، توقعات كبيرة للعودة إلى التصفيات للمرة الأولى منذ عام 2012 ؛ وكانت هذه هي الآمال الكبيرة التي استقرت على عناصر الفريق الرئيسيون الجدد ( فولتز وجويل إمبييد وبن سيمونز ).
في أول مباراة عادية له في الموسم ، في 18 أكتوبر ، سجل اللاعب الصاعد 10 نقاط ، و 3 متابعات ، ومساعدة واحدة في 18 دقيقة من اللعب وهو على مقاعد البدلاء.
لم يمض وقت طويل قبل إصابته بالكتف - والتي يطلق عليها مصطلح «اختلال التوازن العضلي الكتفي» - والتي تسببت إضعاف تسديداته لدرجة أنه سدد 33 في المائة فقط من نسبة التسديدات بالملعب وحاول عدم استخدام أسلوب الرميات الثلاثية في أربع مباريات. 
ردا على ذلك ، قرر فريق سيفنتي سيكسرز  أن يجلس فولتز إلى أجل غير مسمى حتى يتعافى. 
ثم تلا ذلك نقاش بين المحللين الرياضيين والمنظمة حول مدى كون مشاكل إصابة كتفه  هي من أصل جسدي مقابل نفسي. ثم أوضح فولتز نفسه لاحقًا قائلا : «ما حدث [...] كان إصابة. اسمحوا لي أن أفهم ذلك. لقد كانت إصابة حدثت ولم تسمح لي بالمرور في المسارات المحددة التي أحتاجها لتسديد الكرة.» 
خلال فترة توقفه ، بدا أن آليات الرماية الأساسية للفريق  قد تغيرت تحت قيادة مدرب من خارج فريق سيفنتي سيكسرز ؛ هذا وفترة الشفاء الطويلة التي استغرقتها تم تدقيقه بشدة من الفريق. و اقترح رئيس عمليات كرة السلة للفريق ، بريان كولانجيلو ، أن اللاعب الصاعد قد يجلس لبقية الموسم . 
ولكن في 26 مارس 2018 ، أُعلن أن فولتز سيعود إلى الملاعب في مباراة قادمة ضد دنفر ناجتس.
وعلى الرغم من حدوث  بعض الأخطاء ، مثل تسديدة كرة هوائية واحدة وإعاقة بعض التسديدات ، وضع فولتز 10 نقاط و 8 تمريرات حاسمة في 14 دقيقة من وقت اللعب.
في 11 أبريل ، عندما كان يبلغ فولتز من العمر 19 عامًا ، أصبح  أصغر لاعب في تاريخ الدوري الاميركي للمحترفين والذي يسجل ثلاثية مزدوجة ، وكسر العلامة التي وضعها زميله الصاعد لونزو بول في وقت سابق من ذلك الموسم.

#### موسم 2018-19
في موسم 2018-19 الرياضي لكرة السلة ، عين المدرب بريت براون فولتز في مركز  مدافع مسدد الهدف بدلا من جي جي ريديك.
وبعد خمسة عشر مباراة في الموسم ، خسر فولتز المركز لصالح جيمي بتلر ، الذي حصل عليه فريق سيفنتي سيكسرز في صفقة مع فريق مينيسوتا تمبروولفز . 
استمرت التصريحات المتضاربة بشأن صحة فولتز وسوء الأداء في كونها مصدرًا للصراع والدراما للفريق. 
في 20 نوفمبر 2018 ، أعلن وكيله ريموند براذرز أن فولتز لن يشارك في التدريب أو الألعاب حتى يتم تقييم إصابة في الكتف ؛ تم وصف مرضه لاحقًا بأنه متلازمة مخرج الصدر (TOS) ، وهو النوع العصبي من الاضطراب الذي «يؤثر على الأعصاب بين الرقبة والكتف مما يؤدي إلى حركة وظيفية غير طبيعية ونطاق حركي ، وبالتالي يحد بشدة من قدرة فولتزعلى تسديدات كرة السلة». 

### أورلاندو ماجيك (2019 إلى الوقت الحاضر)
في 7 فبراير 2019 ، تم تبادل اللاعب فولتز إلى فريق  أورلاندو ماجيك في مقابل اللاعب   جوناثون سيمونز (وهو اختيار الجولة الأولى من أوكلاهوما سيتي ثاندر ، و اختيار الجولة الثانية من كليفلاند كافالييرز ).
صرح مدرب أورلاندو ماجيك ستيف كليفورد في وقت لاحق في مارس / آذار أنه لا يتوقع عودة فولتز للعب خلال الموسم ، مشددًا على أن إصابة كتفه كانت «خطيرة للغاية». ظهر فولتز لأول مرة في مباريات   أورلاندو ماجيك في افتتاح الموسم في 23 أكتوبر 2019.

## الإحصاء الوظيفي

### الدوري الاميركي للمحترفين

#### الفصل العادي
| السنة   | الفريق                 | لعب | بدأ | دقيقة | ميداني% | ثلاثية | حرة  | ارتداد | صنع | استلاب | تصدي | نقطة |
| ------- | ---------------------- | --- | --- | ----- | ------- | ------ | ---- | ------ | --- | ------ | ---- | ---- |
| 2017–18 | فيلادلفيا [الإنجليزية] | 14  | 0   | 18.1  | .405    | .000   | .476 | 3.1    | 3.8 | .9     | .3   | 7.1  |
| 2018–19 | فيلادلفيا [الإنجليزية] | 19  | 15  | 22.5  | .419    | .286   | .568 | 3.7    | 3.1 | .9     | .3   | 8.2  |
| 2019–20 | أورلاندو [الإنجليزية]  | 64  | 59  | 28.3  | .473    | .254   | .723 | 3.3    | 5.2 | 1.3    | .2   | 12.1 |
| المسيرة | المسيرة                | 97  | 74  | 25.7  | .456    | .256   | .668 | 3.4    | 4.6 | 1.2    | .2   | 10.6 |

#### التصفيات
| السنة             | الفريق                 | لعب | بدأ | دقيقة | ميداني% | ثلاثية | حرة  | ارتداد | صنع | استلاب | تصدي | نقطة |
| ----------------- | ---------------------- | --- | --- | ----- | ------- | ------ | ---- | ------ | --- | ------ | ---- | ---- |
| 2018 [الإنجليزية] | فيلادلفيا [الإنجليزية] | 3   | 0   | 7.7   | .143    | –      | .750 | 1.0    | 1.7 | .7     | .0   | 1.7  |
| 2020              | أورلاندو [الإنجليزية]  | 5   | 5   | 29.4  | .400    | .375   | .857 | 2.2    | 5.2 | 1.0    | .6   | 12.0 |
| المسيرة           | المسيرة                | 8   | 5   | 21.3  | .373    | .375   | .818 | 1.8    | 3.9 | .9     | .4   | 8.1  |

### كلية
| السنة    | الفريق  | لعب | بدأ | دقيقة | ميداني% | ثلاثية | حرة  | ارتداد | صنع | استلاب | تصدي | نقطة |
| -------- | ------- | --- | --- | ----- | ------- | ------ | ---- | ------ | --- | ------ | ---- | ---- |
| 2016–17 ‏ | واشنطون | 25  | 25  | 35.7  | .476    | .413   | .649 | 5.7    | 5.9 | 1.6    | 1.2  | 23.2 |

## روابط خارجية
- واشنطن أقوياء البنية
- الولايات المتحدة الأمريكية لكرة السلة السيرة الذاتية